# Julian Golding
Pour les articles homonymes, voir Golding.
Julian Golding (né le 17 février 1975 à Harlesden en Londres) est un athlète britannique, spécialiste du sprint.
En 1998, il remporte avec l' Angleterre le 4 × 100 m en 38 s 20, actuel record du Commonwealth, lors des Jeux du Commonwealth et avec la Grande-Bretagne les Championnats d'Europe. L'année précédente, il remporte le 200 m et le 4 × 100 m lors de la première édition des Championnats d'Europe espoirs. Il remporte également sur 200 m la Coupe d'Europe 1998 et est 3e en 1999. Il est champion britannique en 2003, toujours sur 200 m.
Son meilleur temps est de 20 s 18 à Kuala Lumpur le 19 septembre 1998.